# (58) Concòrdia
(58) Concòrdia (designació provisional 1928 XE i A860 FA) és un asteroide que forma part del cinturó d'asteroides descobert per Karl Theodor Robert Luther el 24 de març de 1860 des de l'Observatori de Düsseldorf-Bilk (Düsseldorf, Reich alemany). El seu epònim és Concòrdia (deïtat romana).
Hi compren una petita però ben definida família d'asteroides d'Hirayama al cinturó principal, situat a una distància mitjana de 2,70-2,75 unitats astronòmiques del Sol. Els seus membres tenen inclinacions de 4º-6º. Només s'hi troben petites diferències als espectres dels 3 membres majors, que són de classe C. Concordia té prop de 104 km de diàmetre. S'anomena Concordia per la deessa Concòrdia, la deessa de l'Harmonia, de la mitologia romana.